# Fabiana Striffler

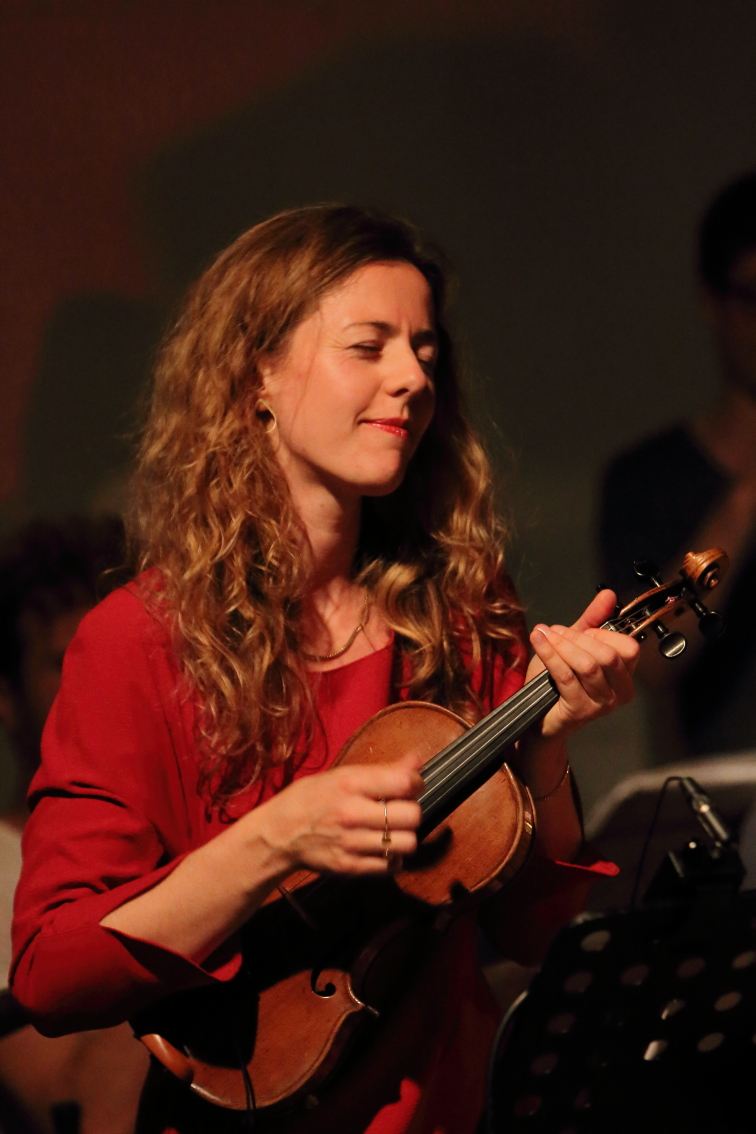
Fabiana Striffler (Berlin 2016)

Fabiana Striffler (* 27. Januar 1988 in Schwäbisch Hall) ist eine deutsche Musikerin (Geige, auch Mandoline, Gesang, Komposition), die sich zwischen Jazz und Avant-Folk bewegt.

## Leben und Wirken
Striffler, die in Italien und in Wahlwies aufwuchs und die Waldorfschule besuchte, begann mit sechs Jahren, Geige zu spielen. Sie studierte an der Universität der Künste und der Hochschule für Musik „Hanns Eisler“ Berlin Jazz- und auch klassische Violine. Striffler hat zunächst in klassischen Ensembles und Orchestern gespielt, ehe sie mit dem Omniversal Earkestra, mit Greg Cohen, Joey Baron, John Hollenbeck, Kurt Rosenwinkel, Aki Takase und Alexander von Schlippenbach, aber auch Kwabs, Awa Ly, Sarah Connor und der Afrobeat-Band Polyversal Souls arbeitete. 2016 wurde Striffler von der britischen Popband Travis zu deren Album Everything at Once als Studiomusikerin geholt. Seit 2017 gehört sie zum Andromeda Mega Express Orchestra, das 2021 den Deutschen Jazzpreis in der Kategorie „Großes Ensemble“ erhielt. 2021 interpretierte sie als Teil des Solistenensembles Kaleidoskop das klassische Werk „Aus aller Welt Stammende“ von Zygmunt Krauze anlässlich des Jubiläums „90 Jahre Haus des Rundfunks“ (RBB).
Strifflers Debütalbum Mahagoni (2017) wurde vom Deutschlandfunk als „Bestes Album“ des Jahres für den VIA Award nominiert. 2018 folgte ihr Album Sweet and so Solitary, welches von der Zeitschrift Zitty als „Kammerjazz, wenn man so will, alles irgendwie an der Romantik orientiert“ gewertet wurde. Zu ihrem Album Archiotíc (2021) meinte der Deutschlandfunk: „Konsequenter denn je überquert sie Stilgrenzen, lässt auf selten gehörte Art Virtuosität und Humor in Komposition und Ausführung umeinander tänzeln.“ Vom Radio Bremen 2 wird sie als eine der „gefragtesten Geigerinnen im deutschen Jazz und Pop“ beschrieben. Für Archiotíc erhielt sie eine Nominierung für die Europe Jazz Media Charts; in der Kategorie „besondere Instrumente“ war sie 2022 für den Deutschen Jazzpreis nominiert.

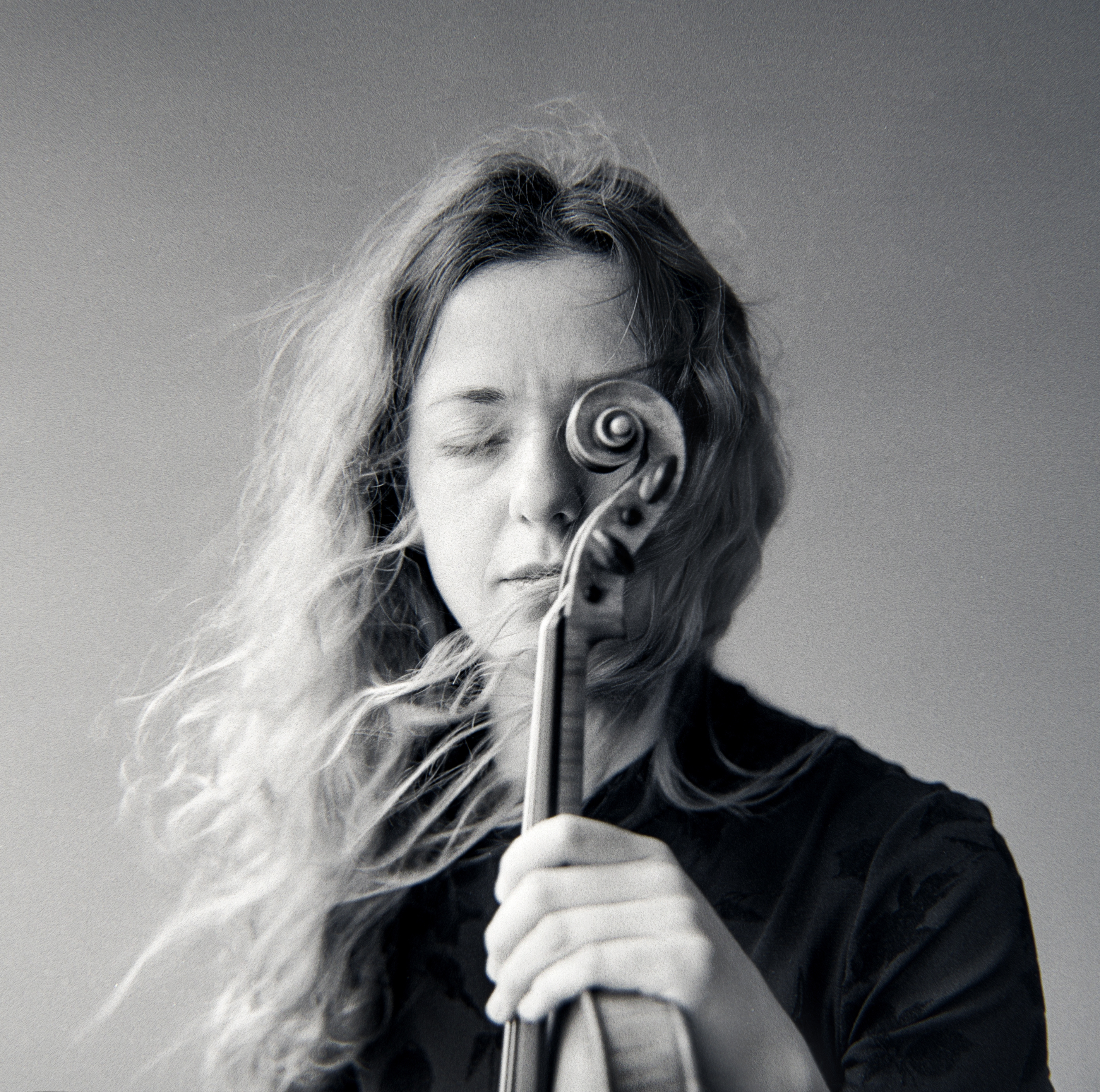
Fabiana Striffler (2017)

## Diskographische Hinweise
- Fabiana Striffler & Quique Sinesi Mahagoni (Laika Records 2017)
- Fabiana Striffler Trio Sweet and so Solitary (Traumton 2018, mit Friederike Merz und Johannes von Ballestrem)[8]
- Birgé, Palotaï & Striffler *** (GRRR Studio 2022, mit Jean-Jacques Birgé, Csaba Palotaï)[9]
- Fabiana Striffler & Karsten Hochapfel La Plume du Dimanche (Wopela 2024)[10]
- Birgé, Ciechelski & Striffler Apéro Labo 4 (GRRR Studio 2024, mit Jean-Jacques Birgé, Léa Ciechelski)
- Shrunk feat. Fabiana Striffler: Pixie People (577 Records, 2025, mit Laurids Richter,  Werner Neumann)